# Emre Mor
Emre Mor (Brønshøj, 1997. július 24. –) dán származású török válogatott labdarúgó, a török Eyüpspor játékosa kölcsönben a Fenerbahçe csapatától.

## Korai évek
Emre Mor Koppenhága külvárosában, Brønshøjban született és nevelkedett török apa és macedón anya gyermekeként. A Galatasaray szurkolója.

## Pályafutása

### A kezdetek
2013 decemberében, 16 éves korában próbajátékon szerepelt a Saint-Étienne csapatánál, de nem kapott szerződést. A dán Lyngby BK utánpótlás együtteseiben ismerkedett a labdarúgás alapjaival, majd 2015 januárjában, mielőtt felkerült volna a felnőttek közé, arra a következtetésre jutott, „hogy a tehetséget nem lehet beváltani Lyngby BK-nál”, így klubot váltott és január 31-én aláírt a szintén dán FC Nordsjællandhoz.

### Nordsjælland
Annak ellenére szerződött a Nordsjælland csapatához, hogy több más élvonalbeli klub is érdeklődött iránta. Kezdetekben az U19-es korosztály mérkőzésein lépett pályára.
Az FCN felnőtt csapatában november 28-án mutatkozott be, miután a 84.percben csereként állt be Gudmundur Thórarinsson helyére a Randers FC elleni 0-1 arányban elveszített bajnokin. A következő fordulóban a Brøndby IF ellen már a kezdőcsapatban kapott helyet. Teljesítményével kiérdemelte, hogy klubja 2016 januárjában új, immáron profi szerződést kössön vele.

### Borussia Dortmund
2015 végén már rendszeresen szóba hozták, hogy a Borussia Dortmund érdeklődik iránta. Végül a német csapat 2016. január 7-én jelentette be, hogy megegyezett Morral és klubjával, így a következő idénytől a török középpályás, akivel ötéves szerződést kötöttek, a Signal Iduna Parkban folytatja pályafutását. Első idényében többnyire kiegészítő szerep jutott a számára, gyakran a középpályás sor jobb szélén futballozva, azonban így is bemutatkozhatott a német Bundesligában és a Bajnokok Ligájában is.

### Celta de Vigo
2017. augusztus 27-én 13 millió euróért a spanyol Celta de Vigo játékosa lett. December közepéig csak egy alkalommal került be a kezdőcsapatba, összesen 384 percet töltött a pályán. 2018 áprilisában klubon belül szankcionálták, egy időre kikerült a keretből, miután késett az edzésről. Később a közösségi médiában kért elnézést tettéért. Ezt követően egyéni edzéseken vett részt, majd 2018 májusában újból hazaküldték az edzésről fegyelmi vétség miatt, ezt követően pedig a szezon végig nem is számítottak már a játékára az első csapatnál.
A 2018-2019-es idényben az első nyolc bajnokin mindössze 38 percet játszott, annak ellenére, hogy a korábban őt sokat bíráló Juan Carlos Unzuét Miguel Cardoso váltotta a kispadon. 2019 januárjában újbóli fegyelmezetlensége miatt került ki az első csapat keretéből.

### Galatasaray
2019. július 31-én kölcsönben a török Galatasaray csapatához került fél évre.

### Olimbiakósz
2020. január 31-én kölcsönbe került a görög Olimbiakósz együtteséhez a szezon hátralevő részére.

### Fatih Karagümrük
2021. augusztus 26-án egy évre a török Fatih Karagümrük vette kölcsön.

### Fenerbahçe
2022. július 2-án hároméves szerződést írt alá a Fenerbahçe csapatával.

### Ismét Fatih Karagümrük
2024. január 1-jén a 2023–2024-es szezon második felére kölcsönbe került korábbi klubjába a Fatih Karagümrükhöz.

### Eyüpspor
2024. szeptember 14-én kölcsönbe került az Eyüpspor csapatához.

### A válogatottban
Az utánpótlás korosztályos válogatottakban Dánia színeit képviselte, azonban 2016-ban a Török labdarúgó-szövetség bejelentette, hogy apja aláírta az állampolgársági papírokat, így Emre Mor az ő színeikben futballozik tovább. A 2017-es U21-es labdarúgó-Európa-bajnokságon, immáron török színekben vehet részt.
2016 májusában bemutatkozhatott a török válogatottban, majd benevezték a 2016-os labdarúgó-Európa-bajnokságon szereplő keretbe, így ő lett a kontinenstorna harmadik legfiatalabb játékosa. A horvátok elleni első csoportmérkőzésen pályára is léphetett Cenk Tosun cseréjeként. Első válogatott gólját 2017. március 27-én lőtte Moldovának.

## Statisztika

### Klub
2017. március 18-án frissítve.
| Klub              | Szezon           | Bajnokság     | Bajnokság | Kupa          | Kupa  | Egyéb         | Egyéb | Nemzetközi kupa | Nemzetközi kupa | Összesen      | Összesen |
| Klub              | Szezon           | Pályára lépés | Gólok     | Pályára lépés | Gólok | Pályára lépés | Gólok | Pályára lépés   | Gólok           | Pályára lépés | Gólok    |
| ----------------- | ---------------- | ------------- | --------- | ------------- | ----- | ------------- | ----- | --------------- | --------------- | ------------- | -------- |
| FC Nordsjælland   | 2015–16          | 13            | 2         | —             | —     | —             | —     | —               | —               | 13            | 2        |
| Borussia Dortmund | 2016–17          | 8             | 1         | 3             | 0     | 1             | 0     | 3               | 0               | 15            | 1        |
| Karrier összesen  | Karrier összesen | 21            | 3         | 3             | 0     | 1             | 0     | 3               | 0               | 28            | 3        |

### Válogatott góljai
| Gól | Dátum             | Helyszín                         | Ellenfél | Eredmény a gól után | Végeredmény | Kiírás     |
| --- | ----------------- | -------------------------------- | -------- | ------------------- | ----------- | ---------- |
| 1.  | 2017. március 27. | New Eskişehir Stadion, Eskişehir | Moldova  | 1–0                 | 3–1         | Barátságos |

## Sikerei, díjai
- Borussia Dortmund
  - Német kupa: 2016-17
- Galatasaray
  - Török szuperkupa: 2019
- Olimbiakósz
  - Görög bajnok: 2019–20
  - Görög kupa: 2019–20
- Fenerbahçe
  - Török kupa: 2022–23